# ウォーキービッツ
ウォーキービッツは、タカラトミーから発売されている玩具。2005年6月発売開始。
カメを模した形をしており、甲羅を一定のパターンでたたくことで歩行・停止などの動作を行わせることができる。
TIME誌の「2005年最も優れた発明品」に選ばれた。

## 概要
- 全長5cm
- ウォーキービッツ本体と収納用の缶がセットになって売られている
- 甲羅の下にセンサーがあり、一定のパターンでたたくことで歩行、停止などの動作を行わせることができる。

## 種類
- ウォーキービッツ　−　2005年6月発売開始。全6種類。
- ウォーキービッツ　デコレ　−　2005年9月発売開始。全3種類。甲羅に手書き風の模様がつけられている。
- ウォーキービッツ　ラメ　−　2005年11月発売開始。全3種類。甲羅が半透明のラメ入りの素材でできている。
- ウォーキービッツ　ドレスアップ　−　2005年11月発売開始。全3種類。本体と着せ替え用の甲羅5種類・シール・塗料がセットになっている。
- ウォーキービッツ　スィーツ　−　食品メーカーとのコラボレーションバージョン。甲羅に食品の包装紙を模した塗装がなされている。
  - チロルチョコ　−　2006年1月発売開始。コーヒー・ミルク・イチゴの三種類。
  - チュッパチャップス　−　2006年2月発売開始。パイナップル・ストロベリー・コーラの三種類。
  - カルピス　−　2006年7月発売開始。カルピス・カルピスみかん・カルピス巨峰の三種類。
- ウォーキービッツ　ネイチャー　−　2006年3月発売開始。実在のカメを模した塗装がなされている。ミドリガメ・セニガメ・ホシガメの3種類。
- ウォーキービッツ　ガメラ　−　映画小さき勇者たち〜ガメラ〜上映記念バージョン。